# .nf
.nf – domena internetowa przypisana do Norfolku. Została utworzona 18 marca 1996. Zarządza nią Norfolk Island Data Services.